# Zhang Dan (bádminton)
Zhang Dan (en chino: 张丹, 16 de enero de 1982) es una deportista china que compitió en bádminton. Ganó una medalla de bronce en el Campeonato Mundial de Bádminton de 2005, en la prueba de dobles.

## Palmarés internacional
| Campeonato Mundial | Campeonato Mundial       | Campeonato Mundial | Campeonato Mundial |
| Año                | Lugar                    | Medalla            | Prueba             |
| ------------------ | ------------------------ | ------------------ | ------------------ |
| 2005               | Anaheim (Estados Unidos) | Medalla de bronce  | Dobles             |